# Saâne
Pour les articles homonymes, voir Saane.
La Saâne est un fleuve côtier français, dans le département de la Seine-Maritime, en région Normandie, qui se jette dans la Manche.

## Étymologie
Le nom de la Saâne, attesté sous la forme Sedana dès 830, est basé sur une racine hydronymique indoeuropéenne set-/ sed à mettre en relation avec le nom de la rivière voisine la Scie, primitivement Seda, ailleurs en Europe avec la Siede, affluent de la Weser en Allemagne et la Sid, rivière du Devon en Angleterre. Le second élément pourrait être l'élément -ana-, attesté sous la forme anam dans le glossaire d'Endlicher, et traduit par le latin paludem « marais ». Ce mot est donné dans ce glossaire comme « celtique », mais les spécialistes doutent de cette explication.

## Géographie
La longueur de son cours d'eau est de 40,1 km.
La Saâne prend sa source dans le pays de Caux, sur le territoire de l'ancienne commune de Varvannes, aujourd'hui fusionnée dans l'ensemble de villages du Val-de-Saâne. Après un parcours orienté au nord, dans une vallée de plus en plus encaissée, elle débouche sur la côte d'Albâtre, se jetant dans la Manche entre Quiberville-sur-Mer et Sainte-Marguerite-sur-Mer à l'ouest de Varengeville-sur-Mer. Le débit à Longueil, non loin de l'embouchure, s'avère relativement faible (2,6 m3/s) en raison de la superficie réduite du bassin hydrographique (270 km2). Toutefois à Gueures, le petit fleuve reçoit, en rive droite, l'apport d'un affluent notable, la Vienne, longue de 15 kilomètres.
La Saâne arrose 25 communes parmi lesquelles Saâne-Saint-Just, Auzouville-sur-Saâne, Biville-la-Rivière, Brachy, Gueures, Ambrumesnil, Saint-Denis-d'Aclon, Ouville-la-Rivière, Longueil, Quiberville-sur-Mer.

## La vallée de la Saâne
Plus encore que sa voisine la Scie, la Saâne draîne une vallée à l'écart des itinéraires fréquentés, arrosant des villages tranquilles dans lesquels se cachent, derrière un rideau d'arbres, quelques belles demeures comme le château d'Imbleville édifié à la fin du XVe siècle et qui a, au fil des époques, perdu son caractère défensif d'origine, ou encore les manoirs d'Auzouville-sur-Saâne et de Gourel à Brachy, construits, eux aussi au XVe siècle, en grès. Une promenade dans cette riante vallée permet surtout de découvrir de nombreuses fermes cauchoises appelées clos-masures. Ces dernières présentent l'aspect de véritables îlots boisés, d'une superficie d'environ 2 à 3 hectares, cours de fermes ceinturées de talus plantés de hêtres centenaires. Derrière ces rideaux de verdure, se disséminent, sur un terrain agrémenté de pommiers à cidre et de mares, la maison d’habitation et des bâtiments d’exploitation (parfois, un colombier) aux murs de colombage.

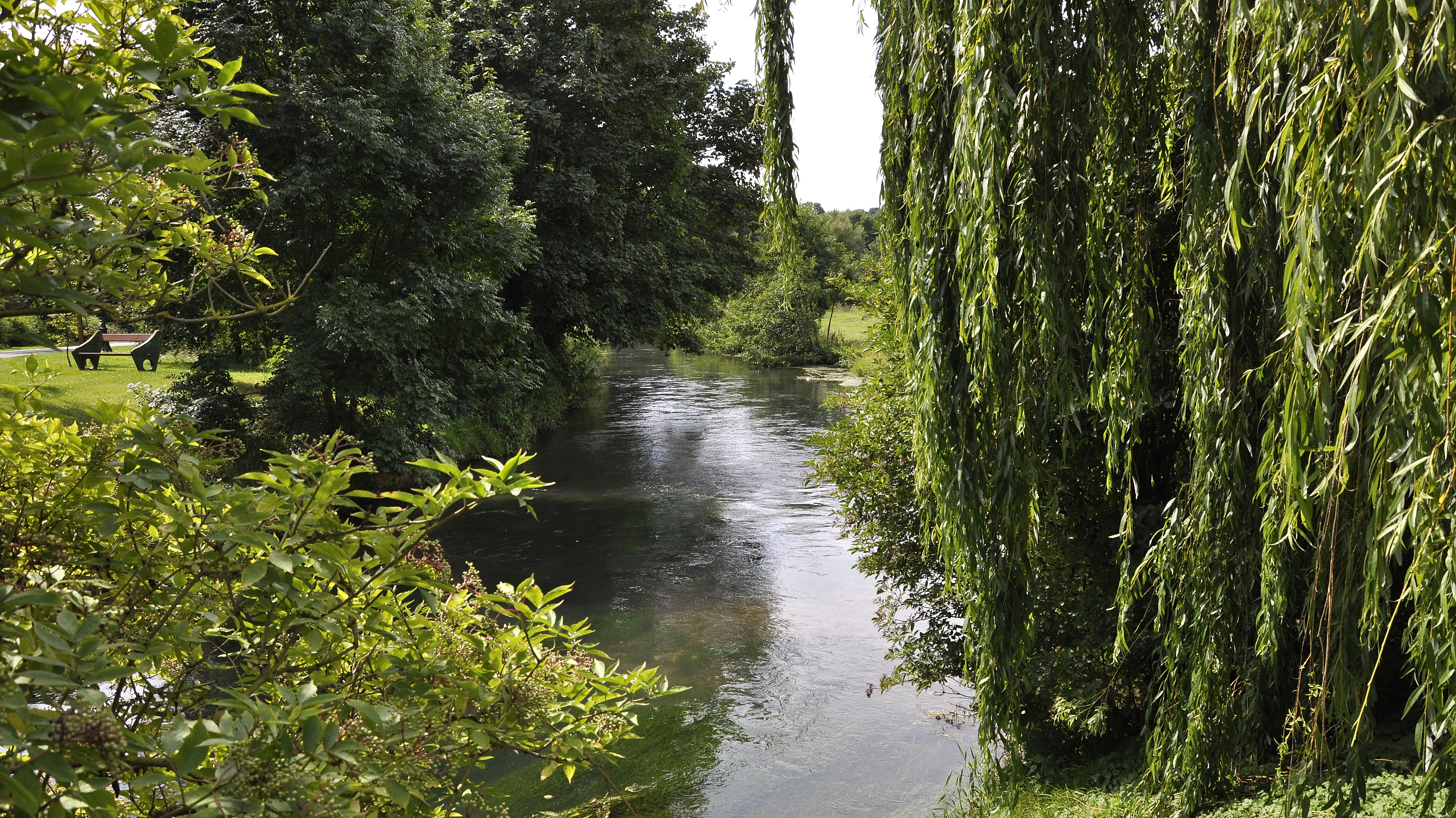
Longueil.

Bien qu’à l’écart des grandes voies de circulation, la vallée de la Saâne avait, au cours du XIXe siècle, développé une importante activité agricole et même industrielle (manufactures de tissu et de pâte à papier à Brachy, tissage de toile à Gueures). De nombreux moulins (52 au total pour la vallée de la Saâne et celle de son affluent, la Vienne, au début du siècle d'après M. de Folleville, conseiller général de Tôtes) étaient également installés le long des berges, bénéficiant de la remarquable régularité du débit et d’une puissance hydraulique suffisante. Laissée à l’écart du chemin de fer lors des premières vagues de construction de voies ferrées, la vallée voyait ses activités péricliter en l'absence de débouchés. Il fut alors décidé, au début du XXe siècle, d’établir un petit chemin de fer à voie métrique pour amener la modernité aux populations locales. Inaugurée en 1912, une ligne, gérée par la compagnie du Chemin de fer de Normandie, parcourait la vallée de la Saâne (partant de la gare de Motteville sur le plateau pour aboutir à celle d'Ouville-la-Rivière), acheminant jusqu’au réseau principal (respectivement les lignes de Rouen au Havre et de Dieppe à Fécamp) hommes et marchandises. Fermé après la Seconde Guerre mondiale, en 1947, ce petit chemin de fer a marqué l'histoire et la mémoire locales.